# Karl-Fredrik Jehrlander
Karl-Fredrik Folke Jehrlander, född 15 oktober 1934 i Karlshamns församling, Blekinge län, är en svensk körledare.

## Priser och utmärkelser
- 2002 – Årets barn- och ungdomskörledare

## Diskografi
- 1974 – Cantilena-kören.
- 1977 – Julsånger.